# Kup Hrvatske u kuglanju za muškarce 2021./22.
Hrvatski kup u kuglanju za muškarce u sezoni 2021./22. je osvojio "Mertojak" iz Splita. 
 
Kup je igran na proljeće 2022. godine, a prethodili su mu kupovi po županijskim i regionalnim savezima, te je igran nakon dvogodišnje stanke uzrokovane pandemijom COVID-19. 

## Sudionici
U Hrvatskom kupu sudjeluje 16 klubova - 10 sudionika "Prve lige" i šest klubova kvalificiranih preko regionalnih kupova. 
| | |
| članovi "Prve lige" - Bjelovar - Grmoščica Zagreb - Medveščak 1958 Zagreb - Mertojak Split - MKK Rijeka - Osijek - Poštar Split - Zadar - Zaprešić - Željezničar Čakovec | preko regionalnih kupova - Biokovo Makarska - Bojovnik Trilj - Lepoglava - Obrtnik Torbar Zagreb - Velebit Otočac - Željezničar Osijek |

## Rezultati

### Osmina finala
| datum            | mjesto odigravanja      | par                                    | rez. (setovi)   | napomena |
| ---------------- | ----------------------- | -------------------------------------- | --------------- | -------- |
| 7. svibnja 2022. | Ogulin, Klek            | Biokovo Makarska - Željezničar Osijek  | 4:4 (9:15)      |          |
| 7. svibnja 2022. | Varaždin, Drava         | Željezničar Čakovec - Lepoglava        | 5,5:2,5 (11:13) |          |
| 7. svibnja 2022. | Zagreb, Grmoščica       | Osijek - Poštar Split                  | 4:4 (13:11)     |          |
| 7. svibnja 2022. | Otočac, Gradska kuglana | Medveščak 1958 Zagreb - Velebit Otočac | 3:5 (12:12)     |          |
| 7. svibnja 2022. | Varaždin, Drava         | Grmoščica Zagreb - Bjelovar            | 5:3 (14:10)     |          |
| 7. svibnja 2022. | Zagreb, Zagreb          | Zaprešić - Obrtnik Torbar Zagreb       | 5:3 (12:12)     |          |
| 7. svibnja 2022. | Ogulin, Klek            | MKK Rijeka - Zadar                     | 0:8 (6:18)      |          |
| 7. svibnja 2022. | Trilj, Marija           | Bojovnik Trilj - Mertojak Split        | 2:6 (9,5:14,5)  |          |

### Četvrtfinale
| datum           | mjesto odigravanja      | par                                    | rez. (setovi)               | napomena |
| --------------- | ----------------------- | -------------------------------------- | --------------------------- | -------- |
| 4. lipnja 2022. | Osijek, Željezničar     | Željezničar Osijek - Zadar             | 7:1 (15,5:8,5)              |          |
| 4. lipnja 2022. | Otočac, Gradska kuglana | Zaprešić - Velebit Otočac              | 5:3 (13:11)                 |          |
| 4. lipnja 2022. | Ozalj, Azelija          | Osijek - Mertojak Split                | 2:6 (7,5:16,5)              |          |
| 4. lipnja 2022. | Zabok, ZIVT             | Željezničar Čakovec - Grmoščica Zagreb | 4:4 (12:12) (SV 33 : SV 39) |          |

### Završni turnir
Igrano 11. i 12. lipnja 2022. u Rijeci u kuglani SRC "Mlaka". 
| klub1            | rez. (setovi)  | klub2              | napomene                  |
| poluzavršnica    | poluzavršnica  | poluzavršnica      | poluzavršnica             |
| ---------------- | -------------- | ------------------ | ------------------------- |
| Grmoščica Zagreb | 7:1 (18,5:5,5) | Željezničar Osijek |                           |
| Mertojak Split   | 5:3 (13:11)    | Zaprešić           |                           |
|                  |                |                    |                           |
| završnica        |                |                    |                           |
| Grmoščica Zagreb | 4:4 (10:14)    | Mertojak Split     | "Mertojak" pobjednik kupa |

## Vanjske poveznice
- kuglanje.hr, Hrvatski kuglački savez
- kuglacki-savez-os.hr, Kuglački savez Osječko-baranjske županije
- kuglanje.hr, KUP RH - sezona 2021./2022.